# Seznam léčivých rostlin, T–U
Toto je seznam léčivých rostlin, jejichž český název začíná písmeneny T a U.

CELÝ SEZNAM A-B-C-Č-D+Ď-E+F+G-H-Ch+I+J-K-L-M-N+O-P-R+Ř-S+Š-T+U-V+W+Y-Z+Ž

## T+U
| Český název (další českojazyčné a lidové názvy)                                                                      | Vědecký název                                    | Užívaná část                                    | Lékopisný název                                                | Charakteristika účinků a použití | Botanické vyobrazení nebo fotka |
| --- | ------------------------------------------------ | ----------------------------------------------- | -------------------------------------------------------------- | --- | ------------------------------- |
| Tabák selský (machorka)                                                                                              | Nicotiana rustica (L.)                           |                                                 |                                                                | |                                 |
| Tabák virginský | Nicotiana tabacum (L.)                           | listy                                           | Folia nicotinae                                                | povzbuzuje centrální nervovou soustavu, snižuje vylučování moči, stahuje cévy. Neblahé vedlejší účinky zastiňují ty přínosné. Jedovatý nikotin vyvolává závislost, obsahové složky mnoho dalších chorob včetně rakoviny.                                                                            |                                 |
| Talovín zimní - talovín zimní                                                                                        | Eranthis hyemalis (L.) (Salisb.)                 |                                                 |                                                                | |                                 |
| Tamaryšek francouzský (tamaryšek galský)                                                                             | Tamarix gallica (L.)                             |                                                 |                                                                | |                                 |
| Tařice skalní | Aurinia saxatilis (L.) (Desv.)                   |                                                 |                                                                | |                                 |
| Tavola kalinolistá                                                                                                   | Physocarpus opulifolius (L.) (Maxim)             |                                                 |                                                                | |                                 |
| Tavolník vrbolistý                                                                                                   | Spiraea salicifolia (L.)                         |                                                 |                                                                | |                                 |
| Těhozev březový | Agathosma betulina (Bergius) (Pill.)             |                                                 |                                                                | |                                 |
| Temnoplodec černoplodý                                                                                               | Aronia melanocarpa (Michx.) (Nutt.) (Elliott)    |                                                 |                                                                | |                                 |
| Tetlucha kozí pysk                                                                                                   | Aethusa cynapium (L.)                            |                                                 |                                                                | |                                 |
| Tis červený | Taxus baccata (L.)                               |                                                 |                                                                | |                                 |
| Tolice dětelová | Medicago lupulina (L.)                           |                                                 |                                                                | |                                 |
| Tolice nejmenší | Medicago minima (L.)                             |                                                 |                                                                | |                                 |
| Tolice vojtěška | Medicago sativa (L.)                             |                                                 |                                                                | |                                 |
| Tolice srpovitá | Medicago falcata (L.)                            |                                                 |                                                                | |                                 |
| Tolice setá | Medicago x varia                                 |                                                 |                                                                | |                                 |
| Tolije bahenní | Parnassia palustris (L.)                         |                                                 |                                                                | |                                 |
| Tolita lékařská | Vincetoxicum hirundinaria (Medik.)               |                                                 |                                                                | |                                 |
| Tomel japonský | Diospyros kaki (L.f.)                            |                                                 |                                                                | |                                 |
| Tomel obecný | Diospyros lotus (L.)                             |                                                 |                                                                | |                                 |
| Tomka vonná | Anthoxanthum odoratum (L.)                       |                                                 |                                                                | |                                 |
| Tomkovice jižní | Hierochloë australis (Schrad.) (Roem.) (Schult.) |                                                 |                                                                | |                                 |
| Topol bavlníkový | Populus deltoides (Bartr.) (Marsh.)              |                                                 |                                                                | |                                 |
| Topol balzámový | Populus balsamifera (L.)                         |                                                 |                                                                | |                                 |
| Topol bílý (linda)                                                                                                   | Populus alba (L)                                 |                                                 |                                                                | |                                 |
| Topol černý | Populus nigra (L.)                               | nerozvité pupeny                                | Gemma populi, Cortex populi                                    | pupeny-diuretikum, antirevmatikum, dermatologikum. Zevně na popáleniny, hemoroidy, revmatické otoky, vnitřně při nemocech močového ústrojí, dně, revmatických a jiných bolestivých potížích pohybového ústrojí, kůra-do koupelí proti nadměrnému pocení, ve veterinárním užití jako antihelmintikum |                                 |
| Topol osika | Populus tremula (L.)                             |                                                 |                                                                | |                                 |
| Topolovka růžová | Alcea rosea (L.)                                 |                                                 |                                                                | |                                 |
| Toříček jednohlízný                                                                                                  | Herminium monorchis (L.) (R.Br.)                 |                                                 |                                                                | |                                 |
| Toten lékařský (krvavec toten)                                                                                       | Sanguisorba officinalis ( L.)                    |                                                 |                                                                | |                                 |
| Trávnička obecná | Armeria vulgaris (Willd.)                        |                                                 |                                                                | |                                 |
| Trojřadka Micheliova (šáchor Micheliův)                                                                              | Cyperus michelianus (L.) (Delile)                |                                                 |                                                                | |                                 |
| Trojštět žlutavý | Trisetum flavescens (L.) (P.Beauv.)              |                                                 |                                                                | |                                 |
| Trubkovec | Orthosiphon aristatus (Blume) (Miq.)             | list                                            | Orthosiphonis folium                                           | |                                 |
| Truskavec ptačí | Polygonum aviculare (L.)                         |                                                 |                                                                | |                                 |
| Trnovník akát (akát bílý)                                                                                            | Robinia pseudacacia (L.)                         |                                                 |                                                                | |                                 |
| Trýzel rozkladitý | Erysimum repandum (L.)                           |                                                 |                                                                | |                                 |
| Trýzel škardolistý                                                                                                   | Erysimum crepidifolium (Rchb.)                   |                                                 |                                                                | |                                 |
| Třapatka nachová | Echinacea purpurea (L.)                          |                                                 |                                                                | |                                 |
| Třemdava bílá (bílý kořen, dyptam, hořící keř, jesenka, nízký jelen,)                                                | Dictamnus albus (L.)                             |                                                 |                                                                | |                                 |
| Třeslice prostřední (kuřátka, plošťková travina, slzičky panny Marie, třasidélka, třesláčky)                         | Briza media L.                                   |                                                 |                                                                | |                                 |
| Třešeň ptačí | Prunus avium (L.)                                |                                                 |                                                                | |                                 |
| Třešeň sakura | Prunus serrulata (Lindl.)                        |                                                 |                                                                | |                                 |
| Třezalka tečkovaná (bylina sv. Jana, krevníček, čarovník)                                                            | Hypericum perforatum (L.)                        | celá rostlina,*, celá čerstvá kvetoucí rostlina | Herba hyperici, Flores hyperici recentes, Hypericum perfpratum | zklidňující při depresích, zevně jako hojivý olej |                                 |
| Třtina rákosovitá | Calamagrostis arundinacea (L.) (Roth)            |                                                 |                                                                | |                                 |
| Tulipán zahradní | Tulipa × gesneriana (L.)                         |                                                 |                                                                | |                                 |
| Tungovník molucký (kemiris)                                                                                          | Aleurites moluccana (L.) Willd.                  |                                                 |                                                                | |                                 |
| Turanka kanadská (turan kanadský)                                                                                    | Conyza canadensis (L.) (Cronquist)               | kvetoucí nať                                    | Herba erigeroni canadensis                                     | mírné diuretiku, hemostyphikum, metabolikum. Stimuluje vylučování kyseliny močové. Doporučeno při dně, revma, chorobách močové soustavy. Upravuje tvorbu bílých krvinek. Zevně při krvácení z nosu, dásní, hemoroidech.                                                                             | 1-vlevo                         |
| Turnera (pastala rozprostřená)                                                                                       | Turnera diffusa (Willd.) (J.A.Schultes)          |                                                 |                                                                | |                                 |
| Tuřín (brukev řepka tuřín)                                                                                           | Brassica napus subsp. rapifera (Metzg.)          |                                                 |                                                                | |                                 |
| Tušalaj obecný (kalina tušalaj)                                                                                      | Viburnum lantana (L.)                            |                                                 |                                                                | |                                 |
| Tužebník jilmový (lobazník)                                                                                          | Filipendula ulmaria (L.) (Maxim.)                | květy, čerstvý kořen                            | Flores spiraeae, Spirea ulmaria                                | protirevnatické, močopudné a potopudné |                                 |
| Tužebník obecný | Filipendula vulgaris (Moench)                    |                                                 |                                                                | |                                 |
| Tužanka tvrdá (tvrdotráva obecná)                                                                                    | Sclerochloa dura (L.) (P.Beauv.)                 |                                                 |                                                                | |                                 |
| Tykev obecná | Cucurbita pepo (L.)                              | semena, dužina plodu                            | Semen cucurbitae                                               | semena - antihemitikum, dužina plodu - zdroj vitaminu C, podporuje trávení a vylučování stolice, doporučena při chorobách močového ústrojí, zvětšené prostatě, při problémech jater a žlučníku 1 |                                 |
| Tymián obecný | Thymus vulgaris (L.)                             | nať, silice                                     | Thymi herba, Thymi etheroleum                                  | |                                 |
| Udatna lesní (doník, tavola, tavolník, udatěnka)                                                                     | Aruncus dioicus (Walt.) (Fern.)                  |                                                 |                                                                | |                                 |
| Úhorník mnohodílný                                                                                                   | Descurainia sophia (L.) (Webb) (Prantl)          |                                                 |                                                                | |                                 |
| Upolín evropský (boleočko, bublina, buličí/volí/volské oko/očko, knedlíček, luční/planý/plný tulipán, úpol, volooko) | Trollius europaeus (L.)                          |                                                 |                                                                | |                                 |
| Úrazník poléhavý (krmnivka)                                                                                          | Sagina procumbens (L.)                           |                                                 |                                                                | |                                 |
| Urginea přímořská (cebule, kebula, ladoňka mořská, mořská cibule, pomořanka)                                         | Drimia maritima (L.) (Bak.)                      |                                                 |                                                                | |                                 |
| Úročník bolhoj (úročník lékařský,horník živin, ouročník, skalák, solník, žluťák, žlutý jetel                         | Anthyllis vulneraria (L.)                        |                                                 |                                                                | |                                 |
| Užanka lékařská (jazyčník, kubučka, myšenec, ostřeň, psí jazyk, somhla, vrabí símě)                                  | Cynoglossum officinale (L.)                      |                                                 |                                                                | |                                 |